# Пумасипа
«Пумасипа» (на языке манси — благода́рность) — российский мультфильм 2010 года, созданный на студии «Пилот». Режиссёр Андрей Кузнецов создал его по сказке манси «Два охотника».
Мультфильм входит в мультсериал «Гора самоцветов». В начале мультфильма — пластилиновая заставка «Мы живём в России — Ханты-Мансийск».

## Сюжет
«Пумасипа» значит «благодарность» на языке манси.
Жили-были в одном селении два охотника. Первый, которого звали Ольсин, был удачливый и ловкий, много добычи домой приносил, однако. А другой был трусливый да ленивый, зато очень любил похвастаться перед соседями, что он лучший охотник и рыбак, и звали его Кынлабаз. И жила в том селении девушка Най, умница и красавица. Многие парни хотели её в жёны взять. Стали Ольсин и Кынлабаз к ней свататься. Най ответила: «Трудно мне выбрать одного из вас. Отправляйтесь в тайгу, кто добычу богаче принесёт, за того и выйду». Собрались охотники и отправились в путь далёкий. После метели наткнулись они на жилище старухи Миш. Кынлабаз только хвастался, а Ольсин угостил старуху строганиной из своих запасов. Старухе угощение понравилось, и она сказала: «Далеко отсюда на краю земли, под огромным камнем, живёт мой старший брат. Отнесите ему в подарок вашей вкусной строганины, и он за это даст каждому из вас по волшебному сундуку, а внутри для вас самая достойная награда». Пошли охотники дальше, и возле гор встретили каменного великана. Кынлабаз струсил и сел курить трубку. А Ольсин предложил великану тоже трубку покурить. Великан поперхнулся и рассыпался. Пошли охотники дальше. Кынлабаз по пути всю свою строганину и съел, а в короб несколько палок бросил. Встретили они деревянного великана. Ольсин добыл огонь трением и поджёг великана, тот испугался огня, побежал и в воду упал. Добрались охотники до огромного камня. Ольсин постучался и сказал: «Здравствуй, Подземный Владыка! Мы принесли тебе привет от твоей сестры Миш, а ещё вкусной еды». Открылся проход в пещеру, там сидел Старец: «Благодарю за привет от сестры. Давайте же вашу еду поскорее». Старец высыпал в рот строганину из короба Ольсина и воскликнул: «Какая вкусная еда!». Затем опрокинул короб Кынлабаза и произнёс: «За угощение я вас отблагодарю, выбирайте по сундуку. Домой придёте и найдёте там счастье по своим заслугам». Кынлабаз первым схватил золотой сундук, а Ольсин взял железный. Полетели сундуки и привезли охотников домой. Сбежались соседи, и красавица Най пришла. Открыл Ольсин железный сундук, и осветилось всё вокруг. Появилось из сундука стадо оленей, нарты, котёл с золотом и другое добро. Позавидовал Кынлабаз, пожелал много добра, жён, детей и залез в сундук. А когда крышку открыли, вылетел из сундука Кынлабаз-комар, и ещё тысяча комаров — его жёны и дети. А Най и Ольсин устроили весёлую свадьбу, и старуху Миш в гости позвали.

## Роли озвучивали
- Артём Маликов,
- Олег Щербинин,
- Николай Маликов,
- Михаил Георгиу,
- Анна Штукатурова,
- Надежда Подъяпольская (в титрах как Надежда Подъямпольская)

## Создатели
| Автор сценария, Режиссёр и Художник-постановщик | Андрей Кузнецов |
| Композитор                                      | Александр Никишкин |
| Звукорежиссёр                                   | Евгений Седухин |
| Аниматоры:                                      | Дмитрий Иванов, Дина Гурова, Елена Голянкова, Дмитрий Андреев, Екатерина Грушина, Андрей Кузнецов                                                                                   |
| Директор картины                                | Игорь Гелашвили |
| Над пластилиновой заставкой работали:           | - Режиссёр — Сергей Меринов - Художник — Дарья Ларионова - Аниматор — Александра Левицкая - Оператор — Андрей Пучнин - Текст читает — Дмитрий Назаров - Композитор — Лев Землинский |
| Художественный совет проекта                    | Эдуард Назаров, Валентин Телегин, Сергей Меринов |
| Руководитель проекта                            | Александр Татарский |
| Генеральный продюсер проекта                    | Игорь Гелашвили |

## Музыка
- В фильме использована песня «Куйланка» Георгия «Саяна» Андриянова группа «Буготак» город Новосибирск.

## Фестивали и награды
- 2010 — VII Международный благотворительный кинофестиваль «Лучезарный ангел» : детское жюри 3-я премия — «Пумасипа» реж. Андрей Кузнецов.[1]
- 2011 — XX Международный кинофорум «Золотой витязь» в Курске: Специальный диплом «За сохранение традиций и вклад в анимационное искусство» — студии «Пилот» им. А.Татарского за цикл «Гора самоцветов» : «Зубы, хвост и уши» реж. Сергей Меринов, «Проделки лиса» реж. Сергей Гордеев, «Пумасипа» реж. Андрей Кузнецов, «Собачий барин» реж. Валентин Телегин.[2]
- 2011 — XV Всероссийский фестиваль визуальных искусств в «Орлёнке»: Приз в номинации «Анимация»: 3 место «За удачное раскрытие фольклорной темы» — «Пумасипа» реж. Андрей Кузнецов.[3]